# 戈德弗里高地
68°44′S 66°23′W / 68.733°S 66.383°W
戈德弗里高地（英語：Godfrey Upland）是南極洲的高地，位於葛拉漢地中南部，海拔高度1,500米，該高地以克拉爾克冰川、梅里迪安冰川、拉默斯冰川和科爾冰川之間，在1947年由美國探險隊發現。